# Coccocypselum
Genre
Synonymes
Selon GBIF (30 avril 2024)
- Bellardia Schreb.
- Cococipsilum J.St.-Hil.
- Condalia Ruiz & Pav.
- Jontanea Raf.
- Lipostoma D.Don
- Sicelium P.Browne
- Tontanea Aubl.

Coccocypselum est un genre néotropical d'herbacée, appartenant à la famille des Rubiaceae, comportant entre 31 et 81 espèces, et dont l'espèce type est Coccocypselum repens Sw..

## Description
Le genre Coccocypselum regroupe des herbacées annuelles ou pérennes, terrestres, non armées. Les tiges sont prostrées, rampantes, décombantes ou dressées-ascendantes. 
Les feuilles sont opposées, pétiolées, membraneuses à charnues, parfois pourpres ou bleu-lavande sur la face inférieure, avec la nervation non linéolée.
Les stipules interpétiolaires sont relativement petites, triangulaires, entiers, persistantes, en bourgeon généralement valvées à imbriquées. 
L'inflorescence est axillaire, capitée ou glomérisée, sessile à pédonculée, avec 1-20 fleurs pourvues de bractées. 
Les fleurs sont petites, sessiles, distylées, protandres. 
L'hypanthium est ovoïde ou turbiné.
Le calice est lobé, à 4 lobes, généralement étroits et allongés, généralement inégaux mais sans calycophylles.
La corolle est en forme d'entonnoir, bleue, pourpre ou blanche, intérieurement glabre, à 4 lobes, valvulés dans le bourgeon.
Les 4 étamines sont insérées dans le tube de la corolle, avec les anthères incluses ou extirpées, dorsifixées près de la base, étroitement oblongues et les filets courts.
L'ovaire est à 2 loges, contenant chacune de nombreux ovules, avec placentation axile. 
Les fruits sont des baies, ovoïdes ou globuleuses, spongieuses et souvent creuses, bleus ou violets, souvent très colorés. 
Les graines sont minuscules, orbiculaires, subanguleuses ou plan-convexes, avec un testa granuleux.

Les Coccocypselum sont souvent reconnaissables à leurs fruits d'un bleu vif profond, à la texture plutôt sèche et creuse.

## Répartition
On rencontre le genre Coccocypselum du Mexique au Paraguay en passant par l'Amérique centrale, les Antilles, la Colombie, le Venezuela, Trinidad et Tobago, le Guyana, le Suriname, la Guyane, l'Équateur, le Pérou, le Bolivie, et le Brésil.

## Liste d'espèces
Selon GBIF (30 avril 2024) :
- Coccocypselum anomalum K.Schum.
- Coccocypselum aureum (Spreng.) Cham. & Schltdl.
- Coccocypselum bahiense C.B.Costa
- Coccocypselum bradei Standl.
- Coccocypselum brevipetiolatum Steyerm.
- Coccocypselum capitatum (Graham) C.B.Costa & Mamede
- Coccocypselum capitatum Willd. ex DC., 1830
- Coccocypselum chrysophylloides Desv. ex Ham.
- Coccocypselum condalia Pers.
- Coccocypselum cordifolium Nees & Mart.
- Coccocypselum erythrocephalum Cham. & Schltdl.
- Coccocypselum geophiloides Wawra
- Coccocypselum glaberrimum Hadac
- Coccocypselum glabrifolium Standl.
- Coccocypselum guianense (Aubl.) K.Schum.
- Coccocypselum hasslerianum Chodat
- Coccocypselum herbaceum P.Browne ex Aubl.
- Coccocypselum hirsutum Bartl. ex DC.
- Coccocypselum hispidulum (Standl.) Standl.
- Coccocypselum lanceolatum (Ruiz & Pav.) Pers.
- Coccocypselum lymansmithii Standl.
- Coccocypselum metallicum Linden
- Coccocypselum microphyllum Willd. ex Roem. & Schult.
- Coccocypselum microphyllum Willd.
- Coccocypselum oblongatum Urb.
- Coccocypselum ovatum Cham. & Schltdl.
- Coccocypselum pedunculare Cham. & Schltdl.
- Coccocypselum pulchellum Cham.
- Coccocypselum pumilio Standl., 1931
- Coccocypselum rotundifolium Glaz.
- Condalia obovata Ruiz & Pav.

Selon Tropicos (30 avril 2024) :
- Coccocypselum anomalum K. Schum., 1889
- Coccocypselum apurense Steyerm., 1987
- Coccocypselum aureum (Spreng.) Cham. & Schltdl., 1829
- Coccocypselum bahiense C.B. Costa, 2007
- Coccocypselum biflorum Willd., 1797
- Coccocypselum bradei Standl.
- Coccocypselum brevipetiolatum Steyerm., 1967
- Coccocypselum brittonii Rusby, 1907
- Coccocypselum brownei (Sw.) Desv. ex Ham., 1825
- Coccocypselum brownwei Desv. ex Ham., 1825
- Coccocypselum buxifolium (Lam.) Spreng., 1825 [1824]
- Coccocypselum campanuliflorum (Hook.) Cham. & Schltdl., 1829
- Coccocypselum canescens Willd. ex Roem. & Schult., 1827
- Coccocypselum canescens Willd. ex Cham. & Schltdl., 1829
- Coccocypselum capitatum (Graham) C.B. Costa & Mamede, 2006
- Coccocypselum capitatum Willd. ex DC., 1830
- Coccocypselum chrysophylloides Desv. ex Ham., 1825
- Coccocypselum ciliatum Cham. & Schltdl., 1831
- Coccocypselum condalia Pers., 1805
- Coccocypselum cordatum K. Krause, 1922
- Coccocypselum cordifolium Nees & Mart., 1824
- Coccocypselum crassifolium Standl., 1940
- Coccocypselum croatii Steyerm., 1987
- Coccocypselum decumbens K. Krause, 1908
- Coccocypselum dichroplasium Mart., 1841
- Coccocypselum discolor Kuntze, 1851
- Coccocypselum erythrocephalum Cham. & Schltdl., 1829
- Coccocypselum gardneri Standl., 1936
- Coccocypselum geophiloides Wawra, 1881
- Coccocypselum glaberrimum Hadač, 1970
- Coccocypselum glaberrimum (Borhidi & Muniz) Borhidi, 2009
- Coccocypselum glabrifolium Standl., 1930
- Coccocypselum glabrum Britton, 1891
- Coccocypselum glabrum Bartl. ex DC., 1830
- Coccocypselum glabrum DC.
- Coccocypselum guianense (Aubl.) K. Schum., 1889
- Coccocypselum hasslerianum Chodat, 1904
- Coccocypselum herbaceum Lam., 1786
- Coccocypselum herbaceum P. Browne, 1756
- Coccocypselum herbaceum Royle, 1835
- Coccocypselum herbaceum Aubl., 1775
- Coccocypselum hirsutum Bartl. ex DC., 1830
- Coccocypselum hispidulum (Standl.) Standl., 1929
- Coccocypselum hispidum (Standl.) Standl., 1930
- Coccocypselum hoehnei Standl., 1940
- Coccocypselum huberi Steyerm., 1987
- Coccocypselum krauseanum Standl., 1930
- Coccocypselum lanceolatum (Ruiz & Pav.) Pers., 1805
- Coccocypselum lyman-smithii Standl., 1930
- Coccocypselum macropodum (Ruiz & Pav.) Britton, 1891
- Coccocypselum metallicum Linden, 1865
- Coccocypselum microphyllum Willd. ex Roem. & Schult., 1827
- Coccocypselum monanthos L.B. Sm. & Downs, 1956
- Coccocypselum montanum Mart., 1841
- Coccocypselum nummulariifolium Cham. & Schltdl., 1829
- Coccocypselum oblongatum Urb., 1928
- Coccocypselum obovatum (Ruiz & Pav.) Pers., 1805
- Coccocypselum ovatum Cham. & Schltdl., 1829
- Coccocypselum pedunculare Cham. & Schltdl., 1829
- Coccocypselum pleuropodum (Donn. Sm.) Standl., 1929
- Coccocypselum pseudotonanea Griseb., 1864 [1861]
- Coccocypselum pseudotontanea Griseb., 1864 [1861]
- Coccocypselum pulchellum Cham., 1834
- Coccocypselum pumilo Standl., 1931
- Coccocypselum reitzii L.B. Sm. & Downs, 1956
- Coccocypselum repens Sw., 1788
- Coccocypselum repens Kunth, 1819
- Coccocypselum rothschuhii Loes., 1926
- Coccocypselum rotundifolium Glaz., 1909
- Coccocypselum sessile (Ruiz & Pav.) Pers., 1805
- Coccocypselum sessiliflorum Standl., 1936
- Coccocypselum spicatum (Lam.) Kunth, 1820
- Coccocypselum tenue Urb., 1915
- Coccocypselum tontanea Kunth, 1819
- Coccocypselum trinitense Steyerm., 1967
- Coccocypselum umbellatum Poir., 1811
- Coccocypselum uniflorum Willd., 1798
- Coccocypselum uniflorum Hassl., 1915
- Coccocypselum veronicoides C. Presl, 1844
- Coccocypselum violaceum Desf., 1829
- Coccocypselum virgatum Lam., 1791 [1792]